# Mannophryne olmonae
Espèce
Synonymes
- Colostethus olmonae Hardy, 1983

Statut de conservation UICN

 VU D2 : Vulnérable
Mannophryne olmonae est une espèce d'amphibiens de la famille des Aromobatidae.

## Répartition
Cette espèce est endémique de Trinité-et-Tobago. Elle se rencontre entre 120 et 360 m d'altitude à Tobago et Little Tobago.

## Étymologie
Cette espèce est nommée en l'honneur de Janet Evelyn Olmon.

## Publication originale
- Hardy, 1983 : A new frog of the genus Colostethus from the island of Tobago, West Indies (Anura: Dendrobatidae). Bulletin of the Maryland Herpetological Society, vol. 19, no 2, p. 47-57.